# Max Prieto
Maximiano Prieto Sánchez (* 28. März 1919 in Guadalajara, Jalisco; † 30. Mai 1998), besser bekannt unter dem Kurznamen Max Prieto, war ein mexikanischer Fußballspieler, der sowohl im Mittelfeld als auch im Angriff einsetzbar war.
Bei der Fußball-Weltmeisterschaft 1950 gehörte er zum Aufgebot der mexikanischen Nationalmannschaft, kam aber nicht zum Einsatz. Er ist ein Bruder des inzwischen verstorbenen Ex-Torhüters Fausto Prieto, der während seiner gesamten aktiven Karriere beim Club Deportivo Guadalajara unter Vertrag stand.
Max Prieto war ein treffsicherer Angriffsspieler: in der Saison 1939/40 war er mit zehn Treffern Torschützenkönig der Liga Amateur de Jalisco und 1947/48 mit fünf Treffern bester Torjäger der Copa México. Zudem war er in den Spielzeiten 1945/46 (mit 14 Toren), 1947/48 (13), 1948/49 (11) und 1949/50 (15) jeweils bester Torschütze des CD Guadalajara in der Primera División. Bereits in der Eröffnungssaison der Profiliga 1943/44 hatte er mit fünf Treffern in einem Punktspiel gegen Atlante am 3. September 1943 frühzeitig eine Marke gesetzt. Nach einer mehr als zehnjährigen Zugehörigkeit zum CD Guadalajara wechselte Max Prieto nach der WM 1950 für ein Jahr zum Stadtrivalen Club Oro, bevor er seine aktive Laufbahn beim ebenfalls in Guadalajara beheimateten Verein Atlas Guadalajara ausklingen ließ.